# Hieracium laetificum
Hieracium laetificum es una especie de planta con flor del género Hieracium, de la familia Asteraceae, orden Asterales.

## Distribución
Hieracium laetificum se distribuye por Escocia.

## Taxonomía
Fue descrita científicamente por P. D. Sell & C. West.
Tratamiento taxonómico
La especie aparece registrada en una sección de la publicación Bot. J. Linn. Soc.